# (38106) 1999 JG23
1999 JG23 (asteroide 38106) é um asteroide da cintura principal. Possui uma excentricidade de 0.25339070 e uma inclinação de 4.15028º.
Este asteroide foi descoberto no dia 10 de maio de 1999 por LINEAR em Socorro.